# Modro lasinje
Modro lasinje (lat. Moltkia petraea), listopadna trajnica sa statusom endemske vrste u Hrvatskoj, gdje je strogo zaštićena. 
Grmolikog je oblika, uspravne stabljike prekrivene dlačicama, visine do 40 centimetara. Zvonoliki cjevasti cvjetovi su dvospolni, skupljeni u guste cvatove. Cvate od svibnja do srpnja. Medonosna je biljka s antioksidantnim svojstvima. 
Pripada poroici boražinovki.